# Little Nightmares
Little Nightmares est un jeu vidéo de plates-formes et de réflexion développé par Tarsier Studios et édité par Bandai Namco Entertainment, sorti en 2017 sur Windows, PlayStation 4, Xbox One et Nintendo Switch.
Le jeu consiste à suivre l'aventure de Six, une petite fille affamée, qui doit s'échapper d'un mystérieux navire dont les habitants sont monstrueux. Le jeu a reçu des critiques positives à sa sortie, les critiques louant l'atmosphère, les graphismes et le son, mais en critiquant le système de points de contrôle du jeu et sa courte durée.
Une préquelle, Little Nightmares 2, est sortie en février 2021. Un troisième opus a également été annoncé pour l'année 2025.

## Trame
Six, une petite fille de 9 ans, vêtue d'un ciré jaune, se réveille après avoir rêvé d'une mystérieuse geisha : la Dame. Elle se trouve à bord d'un sinistre navire : l'Antre (the Maw en anglais) et ne dispose que d'un briquet pour l'explorer. Durant sa progression, Six rencontre les Nomes, de petites créatures espiègles qui l'observent furtivement. La protagoniste découvre également une prison, où sont détenus des enfants. Six éprouve par moments de violents excès de faim. Un enfant captif finit par lui lancer un morceau de pain, lui permettant de se nourrir. Six doit ensuite échapper au Concierge, un homme difforme et aveugle, aux bras démesurés. Une fois débarrassée de lui en lui tranchant les bras, une nouvelle crise de faim la conduit à dévorer un rat vivant. 
La jeune fille se rend dans les cuisines, où œuvrent les Frères Cuistots. Ces deux cuisiniers préparent un grand festin en utilisant les enfants pour garnir leurs plats. Tandis que Six monte dans les niveaux supérieurs après avoir semé les Frères Cuistots, elle aperçoit une procession d'invités obèses, les Convives, qui montent à bord de l'Antre depuis un autre navire. Ceux-ci se rendent dans une salle à manger, d'inspiration japonaise, où ils se gavent de nourriture. Le festin est supervisé par la Dame, qui veille à ce que rien n'interfère.
Six continue sa progression dans l'Antre. Alors qu'elle subit une nouvelle crise de faim, une Nome lui offre une saucisse. Cependant, Six mange la Nome à la place. La petite fille se rend ensuite dans les quartiers de la Dame et utilise un miroir pour la repousser. À la vue de son reflet, la Dame s'effondre et Six en profite pour s'approcher d'elle, la mordre au cou et absorber ses pouvoirs. Une aura sombre entoure alors le personnage de Six. Elle traverse la salle à manger sans crainte, car les Convives qui se jettent sur elle meurent instantanément. Six franchit une porte et avance finalement dans la lumière du soleil.
Dans la scène post-crédit, Six se trouve à l'extérieur de l'Antre et une corne de brume se fait entendre au loin.

## Système de jeu
Little Nightmares prend place dans un univers en 2,5D, en grande partie à défilement horizontal. Le joueur incarne Six, une petite fille vêtue d'un ciré jaune. Elle doit explorer le monde, passer des phases de plateforme et résoudre des énigmes pour progresser. Divers monstres, des humains difformes et affamés, sont également présents. La particularité du jeu est que Six ne possède aucun pouvoir particulier pour se défendre, le joueur doit donc compter sur sa furtivité et sur l'environnement pour leur échapper,.

## Réception
Little Nightmares a reçu des critiques "généralement favorables" selon l'agrégateur de notes Metacritic, avec un score de 81% sur PC, 78% sur Playstation 4, 83% sur Xbox One et 79% sur Nintendo Switch. Il reçoit également le prix du meilleur jeu indépendant durant la Gamescom 2016.
En août 2018, le jeu s'est vendu à plus d'un million d'exemplaires, toutes plateformes confondues. En mai 2020, Bandai Namco a annoncé que plus de deux millions d'unités ont été vendues.

## Postérité

### Suite
Tarsier Studios évoque un projet de suite ou de préquelle dès 2017. Little Nightmares 2 est finalement annoncé durant la Gamescom 2020 et sort le 11 février 2021. Le jeu propose aux joueurs d'incarner un nouveau personnage, un garçon nommé Mono, qui doit survivre aux côtés de Six à travers une ville mystérieuse.

### Produits dérivés
Une application mobile, intitulée Very Little Nightmares, a été annoncée en avril 2019 et publiée en mai 2019 sur iOS. Il s'agit d'une préquelle à l'histoire de Little Nightmares.
En 2017, un projet d'adaptation télévisée est évoqué. Le projet est alors porté par DJ2 Entertainment.
Une bande dessinée de quatre numéros est également publiée par Titan Comics. Les deux premiers sont publiés sous la forme de romans graphiques en octobre 2017.